# Тулса Дум
Тулса Дум (англ. Thulsa Doom) — персонаж произведения Роберта Говарда «Череп и кошка». Кроме того Тулса Дум послужил прототипом для многих других отрицательных персонажей рассказов, вышедших из под пера Роберта Говарда. Вместе с тем и после смерти своего создателя персонаж был задействован писателями-последователями Говарда в качестве заклятого врага Конана и Рыжей Сони, как в фильме «Конан-варвар», так и в многочисленных комиксах, в том числе в одноимённой серии.

## Создание и критика персонажа
Впервые Тулса Дум появился в рассказе «Кошка и череп» (англ. Cat and Skull), написанном в 1928 году. В черновой версии рассказа он значился как Тульсис Дум, и только в чистовом варианте Говард назвал его Тулса Думом. Как известно, рассказ «Кошка и череп» был отвергнут редактором Weird Tales и при жизни самого автора не был опубликован. Лишь в 1967 году издательство Lancer Books опубликовало рассказ в сборнике King Kull под названием «Кошка Делькарды». В произведении он являлся заклятым врагом валлузийского царя атланта Кулла и представлял собой верховного жреца культа Змея. По описанию Тулса Дум выглядит как человек без кожи и мышц на лице, то есть с голым черепом; оживший мертвец, нечто вроде лича. Схожее описание Говард присвоил другому персонажу-магу. В 1929 году, через год после того как Weird Tales отверг рассказ «Кошка и череп», появился приключенческий роман Говарда Skullface (рус. Лицо-череп), обративший на себя волну критики уже после выхода в публикацию. Исследователи творчества Роберта Говарда, такие как Патрис Луине, считают, что образ главного злодея из Skullface Катулоса из Атлантиды явно был навеян образом некроманта из Cat and Skull.

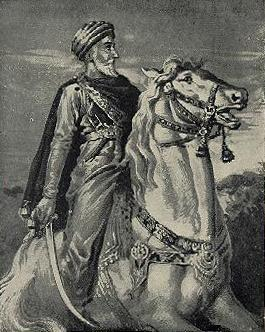
Хасан ибн Саббах — один из прообразов киновоплощения Тулсы Дума

Начиная с 1932 года Роберт Говард начал писать цикл небольших рассказов о киммерийце Конане, жившем в Хайборийскую эпоху, вымышленному забытому периоду человечества который существовал между гибелью Атлантиды и началом исторического периода. В некоторых из рассказов, таких как «Алая цитадель», «Чёрный колосс» и «Час дракона», присутствуют схожие по описанию с Тулса Думом персонажи-злодеи, соответственно Тзота Ланти, Тугра Кхотан и Ксальтотун.
В 1967 году Лин Картер дописывает незавершённый рассказ Роберта Говарда «Предрассветные всадники». Частично отредактировав сюжет и дописав концовку, Картер ввёл в качестве главного злодея Тулса Дума.
После смерти Говарда Тулса Дум периодически появляется в комиксах о Кулле, начиная с 1972 года. Он появляется в своём качестве главного врага царя Кулла в комиксах Kull the Conqueror #3 и #7. В выпуске Kull the Conqueror #11, основанном на рассказе Говарда «Сим топором я буду править», Тулса Дум выдаёт себя за валузийского аристократа Ардиона, который участвует в заговоре против Кулла. Впоследствии серия комиксов Kull the Conqueror была отменена, и Тулса Дум не появлялся на страницах комиксов вплоть до 1975 года, когда издательство Marvel выпустило серию комиксов Kull and the Barbarians. Далее в серии Kull the Destroyer в выпуске #29 (Marvel Comics, 1978) Тулса Дум вновь появляется под личиной Ардиона и плетёт заговоры против Кулла. В дальнейшем Тулса Дум появляется в комиксах о Конане и рассказах Эндрю Оффута о Кормаке мак Арте.
В 1982 году выходит фильм Джона Милиуса и Оливера Стоуна «Конан-варвар», основанный на произведениях Роберта Говарда. Главным злодеем предстаёт Тулса Дум, сыгранный афроамериканским актёром Джеймсом Эрлом Джонсом, после чего за персонажем закрепилось негроидная внешность. По поводу этого в прессе возникли обвинения против создателей фильма в расовой дискриминации. Журналист Джон Престон из New Statesman, писал, что «…мало того, что лидера кровавого культа играет чернокожий, к тому же он превращается в змею, что делает его образ гнусным и отталкивающим». В фильме рассказывается о главе культа Змея, который имеет огромное влияние на Хайборийские государства. Происхождение Тулсы Дума в фильме и дальнейшей новелизации изменено; в фильме он является представителем змеелюдей, расы разумных рептилий, некогда властвовавших на планете ещё до прихода человека, представленных в рассказе Говарда «Королевство теней». В своей книге THE HISTORY of the AFRO-AMERICANS: The book of Simion, Айвори Симион приводит ряд сравнений, согласно которым, змееподобный образ Джеймса Эрла Джонса, как представителя негроидной расы, создателями фильма вполне возможно восходит к мифологии африканских племён и ольмеков. Согласно указанным мифологиям, в которых присутствуют сказания о богах-змеях и змееподобной расе властителей, что правили на земле до прихода белого человека, что частично совпадает с описанием змеелюдей из рассказа Роберта Говарда «Королевство теней». Кроме всего прочего кинематографический образ Тулсы Дума как жреца Сета частично скопирована с другого персонажа Роберта Говарда — Тот Амона. С другой стороны сценаристы использовали образ лидера тоталитарного культа, взяв за образец Хасана ибн Саббаха, это хорошо прослеживается в сценах фильма, к примеру в той, в которой по приказу Дума его последовательница безоговорочно прыгает со скалы и разбивается. Как было замечено, отношения Конана к Тулса Думу в конце фильма приобретают характер Эдипова комплекса, с учётом того, что Тулса Дум послужил Конану в качестве отцовской фигуры. Интересный факт, то что в фильме 1980 года Дарт Вейдер голосом всё того же Джеймса Эрла Джонса говорит Люку, что он его отец, почти также как это было сказано им в фильме Стоуна Конану.
Издательство Dynamite Entertainment в 2009 году опубликовало серию комиксов о Тулса Думе. Комикс должен был послужить предварительным этапом на пути к созданию полнометражной ленты посвящённой Тулсе Думу. Внешность чернокожего некроманта была скопирована с актёра Джимона Хонсу, который был заявлен в качестве исполнителя роли Дума в ожидаемом фильме. Также актёр, по некоторым сведениям, хотел выступить ещё и в качестве продюсера ленты.

## Список появлений

### Фильмы
- «Конан-варвар»